# Élections municipales de 2026 à La Réunion
Pour un article plus général, voir Élections municipales françaises de 2026.
Les élections municipales à La Réunion sont prévues en mars 2026. Cette page traite de toutes les communes de La Réunion.

## Résultats à l'échelle du département

### Maires sortants et maires élus
| Commune                 | Population (en 2022) | Maire sortant         | Parti | Parti | Maire élu | Parti | Parti |
| ----------------------- | -------------------- | --------------------- | ----- | ----- | --------- | ----- | ----- |
| Les Avirons             | 11 445               | Éric Ferrère          |       | DVC   |           |       |       |
| Bras-Panon              | 13 131               | Jeannick Atchapa      |       | DVC   |           |       |       |
| Cilaos                  | 5 215                | Jacques Técher        |       | PCR   |           |       |       |
| Entre-Deux              | 7 115                | Bachil Moussa Valy    |       | UDI   |           |       |       |
| L'Étang-Salé            | 14 329               | Mathieu Hoarau        |       | DVC   |           |       |       |
| Petite-Île              | 12 920               | Serge Hoareau         |       | DVD   |           |       |       |
| La Plaine-des-Palmistes | 6 920                | Johnny Payet          |       | RN    |           |       |       |
| Le Port                 | 33 670               | Olivier Hoarau        |       | DVG   |           |       |       |
| La Possession           | 36 390               | Vanessa Miranville    |       | DVG   |           |       |       |
| Saint-André             | 57 546               | Joé Bédier            |       | DVG   |           |       |       |
| Saint-Benoît            | 37 585               | Patrice Selly         |       | DVG   |           |       |       |
| Saint-Denis             | 156 149              | Ericka Bareigts       |       | PS    |           |       |       |
| Saint-Joseph            | 38 992               | Patrick Lebreton      |       | LP    |           |       |       |
| Saint-Leu               | 35 597               | Bruno Domen           |       | MoDem |           |       |       |
| Saint-Louis             | 54 478               | Juliana M'Doihoma     |       | UDI   |           |       |       |
| Saint-Paul              | 106 220              | Emmanuel Séraphin     |       | PLR   |           |       |       |
| Saint-Philippe          | 5 093                | Olivier Rivière       |       | PRV   |           |       |       |
| Saint-Pierre            | 85 254               | David Lorion          |       | LR    |           |       |       |
| Sainte-Marie            | 35 584               | Richard Nirlo         |       | DVD   |           |       |       |
| Sainte-Rose             | 6 450                | Michel Vergoz         |       | RE    |           |       |       |
| Sainte-Suzanne          | 24 855               | Maurice Gironcel      |       | PCR   |           |       |       |
| Salazie                 | 7 333                | Sidoleine Papaya      |       | DVC   |           |       |       |
| Le Tampon               | 81 964               | Patrice Thien Ah Koon |       | DVD   |           |       |       |
| Les Trois-Bassins       | 7 113                | Daniel Pausé          |       | DVD   |           |       |       |

### Résultats en nombre de maires
| Partis               | Partis                               | Maires sortants | Maires élus | Évolution |
| -------------------- | ------------------------------------ | --------------- | ----------- | --------- |
|                      | Divers gauche                        | 4               |             |           |
|                      | Parti communiste réunionnais         | 2               |             |           |
|                      | Le Progrès                           | 1               |             |           |
|                      | Pour La Réunion                      | 1               |             |           |
|                      | Parti socialiste                     | 1               |             |           |
| Total gauche         | Total gauche                         | 9               |             |           |
|                      | Divers centre                        | 4               |             |           |
|                      | Union des démocrates et indépendants | 2               |             |           |
|                      | Mouvement démocrate                  | 1               |             |           |
|                      | Parti radical                        | 1               |             |           |
|                      | Renaissance                          | 1               |             |           |
| Total centre         | Total centre                         | 9               |             |           |
|                      | Divers droite                        | 4               |             |           |
|                      | Les Républicains                     | 1               |             |           |
| Total droite         | Total droite                         | 5               |             |           |
|                      | Rassemblement national               | 1               |             |           |
| Total extrême droite | Total extrême droite                 | 1               |             |           |
| Total                | Total                                | 24              | 24          | -         |

## Résultats par communes

### Les Avirons
- Maire sortant : Éric Ferrère (DVC)
- 33 sièges à pourvoir au conseil municipal (population légale 2022 : 11 445 habitants)
- 4 sièges à pourvoir au conseil communautaire (CI des Villes solidaires)

| Tête de liste | Tête de liste | Parti(s) | Nuance | Premier tour | Premier tour | Second tour | Second tour | Sièges | Sièges |
| Tête de liste | Tête de liste | Parti(s) | Nuance | Voix         | %            | Voix        | %           | CM     | CC     |
| ------------- | ------------- | -------- | ------ | ------------ | ------------ | ----------- | ----------- | ------ | ------ |

### Bras-Panon
- Maire sortant : Jeannick Atchapa (DVC)
- 33 sièges à pourvoir au conseil municipal (population légale 2022 : 13 131 habitants)
- 5 sièges à pourvoir au conseil communautaire (CI Réunion Est)

| Tête de liste | Tête de liste | Parti(s) | Nuance | Premier tour | Premier tour | Second tour | Second tour | Sièges | Sièges |
| Tête de liste | Tête de liste | Parti(s) | Nuance | Voix         | %            | Voix        | %           | CM     | CC     |
| ------------- | ------------- | -------- | ------ | ------------ | ------------ | ----------- | ----------- | ------ | ------ |

### Cilaos
- Maire sortant : Jacques Técher (PCR)
- 29 sièges à pourvoir au conseil municipal (population légale 2022 : 5 215 habitants)
- 2 sièges à pourvoir au conseil communautaire (CI des Villes solidaires)

| Tête de liste | Tête de liste | Parti(s) | Nuance | Premier tour | Premier tour | Second tour | Second tour | Sièges | Sièges |
| Tête de liste | Tête de liste | Parti(s) | Nuance | Voix         | %            | Voix        | %           | CM     | CC     |
| ------------- | ------------- | -------- | ------ | ------------ | ------------ | ----------- | ----------- | ------ | ------ |

### Entre-Deux
- Maire sortant : Bachil Moussa Valy (UDI)
- 29 sièges à pourvoir au conseil municipal (population légale 2022 : 7 115 habitants)
- 3 sièges à pourvoir au conseil communautaire (CA du Sud)

| Tête de liste | Tête de liste | Parti(s) | Nuance | Premier tour | Premier tour | Second tour | Second tour | Sièges | Sièges |
| Tête de liste | Tête de liste | Parti(s) | Nuance | Voix         | %            | Voix        | %           | CM     | CC     |
| ------------- | ------------- | -------- | ------ | ------------ | ------------ | ----------- | ----------- | ------ | ------ |

### L'Étang-Salé
- Maire sortant : Mathieu Hoarau (DVC)
- 33 sièges à pourvoir au conseil municipal (population légale 2022 : 14 329 habitants)
- 5 sièges à pourvoir au conseil communautaire (CI des Villes solidaires)

| Tête de liste | Tête de liste | Parti(s) | Nuance | Premier tour | Premier tour | Second tour | Second tour | Sièges | Sièges |
| Tête de liste | Tête de liste | Parti(s) | Nuance | Voix         | %            | Voix        | %           | CM     | CC     |
| ------------- | ------------- | -------- | ------ | ------------ | ------------ | ----------- | ----------- | ------ | ------ |

### Petite-Île
- Maire sortant : Serge Hoareau (DVD)
- 33 sièges à pourvoir au conseil municipal (population légale 2022 : 12 920 habitants)
- 4 sièges à pourvoir au conseil communautaire (CI des Villes solidaires)

| Tête de liste | Tête de liste | Parti(s) | Nuance | Premier tour | Premier tour | Second tour | Second tour | Sièges | Sièges |
| Tête de liste | Tête de liste | Parti(s) | Nuance | Voix         | %            | Voix        | %           | CM     | CC     |
| ------------- | ------------- | -------- | ------ | ------------ | ------------ | ----------- | ----------- | ------ | ------ |

### La Plaine-des-Palmistes
- Maire sortant : Johnny Payet (RN)
- 29 sièges à pourvoir au conseil municipal (population légale 2022 : 6 920 habitants)
- 2 sièges à pourvoir au conseil communautaire (CI Réunion Est)

| Tête de liste | Tête de liste | Parti(s) | Nuance | Premier tour | Premier tour | Second tour | Second tour | Sièges | Sièges |
| Tête de liste | Tête de liste | Parti(s) | Nuance | Voix         | %            | Voix        | %           | CM     | CC     |
| ------------- | ------------- | -------- | ------ | ------------ | ------------ | ----------- | ----------- | ------ | ------ |

### Le Port
- Maire sortant : Olivier Hoarau (DVG)
- 39 sièges à pourvoir au conseil municipal (population légale 2022 : 33 670 habitants)
- 10 sièges à pourvoir au conseil communautaire (Territoire de la Côte Ouest)

| Tête de liste | Tête de liste | Parti(s) | Nuance | Premier tour | Premier tour | Second tour | Second tour | Sièges | Sièges |
| Tête de liste | Tête de liste | Parti(s) | Nuance | Voix         | %            | Voix        | %           | CM     | CC     |
| ------------- | ------------- | -------- | ------ | ------------ | ------------ | ----------- | ----------- | ------ | ------ |

### La Possession
- Maire sortant : Vanessa Miranville (DVG)
- 39 sièges à pourvoir au conseil municipal (population légale 2022 : 36 390 habitants)
- 10 sièges à pourvoir au conseil communautaire (Territoire de la Côte Ouest)

| Tête de liste | Tête de liste | Parti(s) | Nuance | Premier tour | Premier tour | Second tour | Second tour | Sièges | Sièges |
| Tête de liste | Tête de liste | Parti(s) | Nuance | Voix         | %            | Voix        | %           | CM     | CC     |
| ------------- | ------------- | -------- | ------ | ------------ | ------------ | ----------- | ----------- | ------ | ------ |

### Saint-André
- Maire sortant : Joé Bédier (DVG)
- 45 sièges à pourvoir au conseil municipal (population légale 2022 : 57 546 habitants)
- 22 sièges à pourvoir au conseil communautaire (CI Réunion Est)

| Tête de liste | Tête de liste | Parti(s) | Nuance | Premier tour | Premier tour | Second tour | Second tour | Sièges | Sièges |
| Tête de liste | Tête de liste | Parti(s) | Nuance | Voix         | %            | Voix        | %           | CM     | CC     |
| ------------- | ------------- | -------- | ------ | ------------ | ------------ | ----------- | ----------- | ------ | ------ |

### Saint-Benoît
- Maire sortant : Patrice Selly (DVG)
- 39 sièges à pourvoir au conseil municipal (population légale 2022 : 37 585 habitants)
- 15 sièges à pourvoir au conseil communautaire (CI Réunion Est)

| Tête de liste            | Tête de liste       | Parti(s) | Nuance | Premier tour | Premier tour | Second tour | Second tour | Sièges | Sièges |
| Tête de liste            | Tête de liste       | Parti(s) | Nuance | Voix         | %            | Voix        | %           | CM     | CC     |
| ------------------------ | ------------------- | -------- | ------ | ------------ | ------------ | ----------- | ----------- | ------ | ------ |
|                          | Patrice Selly,      | DVG      |        |              |              |             |             |        |        |
|                          | Jean-Hugues Ratenon | SE       |        |              |              |             |             |        |        |
|                          |                     |          |        |              |              |             |             |        |        |
| Exprimés                 |                     |          |        |              |              |             |             |        |        |
| Votes blancs             |                     |          |        |              |              |             |             |        |        |
| Votes nuls               |                     |          |        |              |              |             |             |        |        |
| Total                    | Total               | Total    | Total  |              | 100          |             | 100         | 39     | 15     |
| Absentions               |                     |          |        |              |              |             |             |        |        |
| Inscrits / participation |                     |          |        |              |              |             |             |        |        |

### Saint-Denis
- Maire sortante : Ericka Bareigts (PS)
- 59 sièges à pourvoir au conseil municipal (population légale 2022 : 156 149 habitants)
- 32 sièges à pourvoir au conseil communautaire (CI du Nord de La Réunion)

| Tête de liste | Tête de liste | Parti(s) | Nuance | Premier tour | Premier tour | Second tour | Second tour | Sièges | Sièges |
| Tête de liste | Tête de liste | Parti(s) | Nuance | Voix         | %            | Voix        | %           | CM     | CC     |
| ------------- | ------------- | -------- | ------ | ------------ | ------------ | ----------- | ----------- | ------ | ------ |

### Saint-Joseph
- Maire sortant : Patrick Lebreton (LP)
- 39 sièges à pourvoir au conseil municipal (population légale 2022 : 38 992 habitants)
- 19 sièges à pourvoir au conseil communautaire (CA du Sud)

| Tête de liste | Tête de liste | Parti(s) | Nuance | Premier tour | Premier tour | Second tour | Second tour | Sièges | Sièges |
| Tête de liste | Tête de liste | Parti(s) | Nuance | Voix         | %            | Voix        | %           | CM     | CC     |
| ------------- | ------------- | -------- | ------ | ------------ | ------------ | ----------- | ----------- | ------ | ------ |

### Saint-Leu
- Maire sortant : Bruno Domen (MoDem)
- 39 sièges à pourvoir au conseil municipal (population légale 2022 : 35 597 habitants)
- 10 sièges à pourvoir au conseil communautaire (Territoire de la Côte Ouest)

| Tête de liste | Tête de liste | Parti(s) | Nuance | Premier tour | Premier tour | Second tour | Second tour | Sièges | Sièges |
| Tête de liste | Tête de liste | Parti(s) | Nuance | Voix         | %            | Voix        | %           | CM     | CC     |
| ------------- | ------------- | -------- | ------ | ------------ | ------------ | ----------- | ----------- | ------ | ------ |

### Saint-Louis
- Maire sortante : Juliana M'Doihoma (UDI)
- 45 sièges à pourvoir au conseil municipal (population légale 2022 : 54 478 habitants)
- 21 sièges à pourvoir au conseil communautaire (CI des Villes solidaires)

| Tête de liste | Tête de liste | Parti(s) | Nuance | Premier tour | Premier tour | Second tour | Second tour | Sièges | Sièges |
| Tête de liste | Tête de liste | Parti(s) | Nuance | Voix         | %            | Voix        | %           | CM     | CC     |
| ------------- | ------------- | -------- | ------ | ------------ | ------------ | ----------- | ----------- | ------ | ------ |

### Saint-Paul
- Maire sortant : Emmanuel Séraphin (PLR)
- 55 sièges à pourvoir au conseil municipal (population légale 2022 : 106 220 habitants)
- 32 sièges à pourvoir au conseil communautaire (Territoire de la Côte Ouest)

| Tête de liste | Tête de liste | Parti(s) | Nuance | Premier tour | Premier tour | Second tour | Second tour | Sièges | Sièges |
| Tête de liste | Tête de liste | Parti(s) | Nuance | Voix         | %            | Voix        | %           | CM     | CC     |
| ------------- | ------------- | -------- | ------ | ------------ | ------------ | ----------- | ----------- | ------ | ------ |

### Saint-Philippe
- Maire sortant : Olivier Rivière (PRV)
- 29 sièges à pourvoir au conseil municipal (population légale 2022 : 5 093 habitants)
- 2 sièges à pourvoir au conseil communautaire (CA du Sud)

| Tête de liste | Tête de liste | Parti(s) | Nuance | Premier tour | Premier tour | Second tour | Second tour | Sièges | Sièges |
| Tête de liste | Tête de liste | Parti(s) | Nuance | Voix         | %            | Voix        | %           | CM     | CC     |
| ------------- | ------------- | -------- | ------ | ------------ | ------------ | ----------- | ----------- | ------ | ------ |

### Saint-Pierre
- Maire sortant : David Lorion (LR)
- 53 sièges à pourvoir au conseil municipal (population légale 2022 : 85 254 habitants)
- 34 sièges à pourvoir au conseil communautaire (CI des Villes solidaires)

| Tête de liste | Tête de liste | Parti(s) | Nuance | Premier tour | Premier tour | Second tour | Second tour | Sièges | Sièges |
| Tête de liste | Tête de liste | Parti(s) | Nuance | Voix         | %            | Voix        | %           | CM     | CC     |
| ------------- | ------------- | -------- | ------ | ------------ | ------------ | ----------- | ----------- | ------ | ------ |

### Sainte-Marie
- Maire sortant : Richard Nirlo (DVD)
- 39 sièges à pourvoir au conseil municipal (population légale 2022 : 35 584 habitants)
- 19 sièges à pourvoir au conseil communautaire (CI du Nord de La Réunion)

| Tête de liste | Tête de liste | Parti(s) | Nuance | Premier tour | Premier tour | Second tour | Second tour | Sièges | Sièges |
| Tête de liste | Tête de liste | Parti(s) | Nuance | Voix         | %            | Voix        | %           | CM     | CC     |
| ------------- | ------------- | -------- | ------ | ------------ | ------------ | ----------- | ----------- | ------ | ------ |

### Sainte-Rose
- Maire sortant : Michel Vergoz (RE)
- 29 sièges à pourvoir au conseil municipal (population légale 2022 : 6 450 habitants)
- 2 sièges à pourvoir au conseil communautaire (CI Réunion Est)

| Tête de liste | Tête de liste | Parti(s) | Nuance | Premier tour | Premier tour | Second tour | Second tour | Sièges | Sièges |
| Tête de liste | Tête de liste | Parti(s) | Nuance | Voix         | %            | Voix        | %           | CM     | CC     |
| ------------- | ------------- | -------- | ------ | ------------ | ------------ | ----------- | ----------- | ------ | ------ |

### Sainte-Suzanne
- Maire sortant : Maurice Gironcel (PCR)
- 35 sièges à pourvoir au conseil municipal (population légale 2022 : 24 855 habitants)
- 13 sièges à pourvoir au conseil communautaire (CI du Nord de La Réunion)

| Tête de liste | Tête de liste | Parti(s) | Nuance | Premier tour | Premier tour | Second tour | Second tour | Sièges | Sièges |
| Tête de liste | Tête de liste | Parti(s) | Nuance | Voix         | %            | Voix        | %           | CM     | CC     |
| ------------- | ------------- | -------- | ------ | ------------ | ------------ | ----------- | ----------- | ------ | ------ |

### Salazie
- Maire sortante : Sidoleine Papaya (DVC)
- 29 sièges à pourvoir au conseil municipal (population légale 2022 : 7 333 habitants)
- 2 sièges à pourvoir au conseil communautaire (CI Réunion Est)

| Tête de liste | Tête de liste | Parti(s) | Nuance | Premier tour | Premier tour | Second tour | Second tour | Sièges | Sièges |
| Tête de liste | Tête de liste | Parti(s) | Nuance | Voix         | %            | Voix        | %           | CM     | CC     |
| ------------- | ------------- | -------- | ------ | ------------ | ------------ | ----------- | ----------- | ------ | ------ |

### Le Tampon
- Maire sortant : Patrice Thien Ah Koon (DVD)
- 53 sièges à pourvoir au conseil municipal (population légale 2022 : 81 964 habitants)
- 24 sièges à pourvoir au conseil communautaire (CA du Sud)

| Tête de liste | Tête de liste | Parti(s) | Nuance | Premier tour | Premier tour | Second tour | Second tour | Sièges | Sièges |
| Tête de liste | Tête de liste | Parti(s) | Nuance | Voix         | %            | Voix        | %           | CM     | CC     |
| ------------- | ------------- | -------- | ------ | ------------ | ------------ | ----------- | ----------- | ------ | ------ |

### Les Trois-Bassins
- Maire sortant : Daniel Pausé (DVD)
- 29 sièges à pourvoir au conseil municipal (population légale 2022 : 7 113 habitants)
- 2 sièges à pourvoir au conseil communautaire (Territoire de la Côte Ouest)

| Tête de liste | Tête de liste | Parti(s) | Nuance | Premier tour | Premier tour | Second tour | Second tour | Sièges | Sièges |
| Tête de liste | Tête de liste | Parti(s) | Nuance | Voix         | %            | Voix        | %           | CM     | CC     |
| ------------- | ------------- | -------- | ------ | ------------ | ------------ | ----------- | ----------- | ------ | ------ |